# Protoaricia pigmentata
Protoaricia pigmentata är en ringmaskart som beskrevs av Solis-Weiss och Fauchald 1989. Protoaricia pigmentata ingår i släktet Protoaricia och familjen Orbiniidae. Inga underarter finns listade i Catalogue of Life.